# Лелантська рівнина

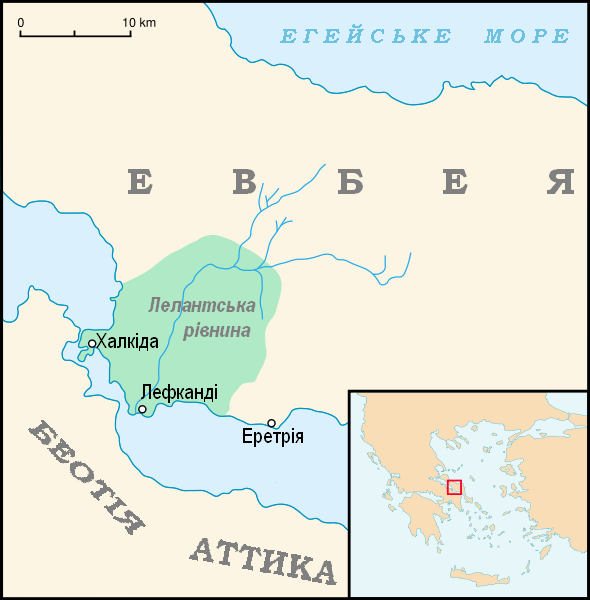
Лелантська рівнина

Лела́нтська рівни́на (грец. Ληλάντου πεδίον) — широка рівнина, розташована у центральній частині острова Евбея (Греція). Свою назву отримала від річки Лелант (дав.-гр. Λήλαντος, грец. Λίλας), яка, власне і утворила цю пласку долину. Проте античні автори пов'язували її з іменем міфічного царя Лелантоса.
У давнину була відома як родючими ґрунтами, так і покладами металів — міді та заліза. Біля 720 р. до н. е. суперечка між сусідніми містами-державами Халкідою и Еретрією щодо прав на Лелантську рівнину призвела до війни, у яку були втягнуті провідні держави тодішньої Греції. Врешті-решт відійшла до Халкіди і була розподілена між представниками місцевої знаті — гіппоботами.
У 506 р. до н. е. під час війни халкідян, спартанців і беотійців проти Афін, Лелантську рівнину захопили афіняни, роздавши її землі власним колоністам (клерухам). З початком воєн з Персією клерухи повернулися додому, а Халкіда відновила контроль над рівниною.
В середні віки місцевість була відомою під назвою Ліланто (італ. Lilanto) і вважалася житницею Евбеї — «оком і садом» Негропонтської сеньйорії, хоча місцеві мешканці і скаржилися на занепад іригаційної системи, без якої ведення господарства в тогочасних умовах було неможливим.